# New Four
New Four was een Nederlandse popgroep die vooral bekendheid geniet door Meisje, ik ben een zeeman. De popgroep bestond uit Henny Weymans, Koos van de Kimmenade, Harry van Lierop en Wim Verberne. Deze laatstgenoemde overleed in 2004.
De popgroep werd in 1968 opgericht in Mierlo. In 1971 had New Four een hit met Geef me tien minuten. Andere Nederlandse Top 40 hits waren Zomertijd - wintertijd (1973),  Meisje, ik ben een zeeman (1980) en Halverwege Amsterdam en Bremerhaven (1981). In 2005 brachten zij de single Kan het zijn dat ik verliefd ben uit. In 2009 werd de popgroep opgeheven.

## Discografie
- Geef me tien minuten
- Voor nu en altijd
- Zomertijd - wintertijd, 1972
- Vrij zijn als een vogel, 1980
- Halverwege Amsterdam en Bremershaven, 1981
- Ouwe trouwe diesel, 1982
- New Four, 1984
- Een leven lang, 1994

## Hitlijsten
| Nummer                               | Jaar | Top 40 | Single Top 100 |
| ------------------------------------ | ---- | ------ | -------------- |
| Geef me tien minuten                 | 1971 | 30     | —              |
| Zomertijd - wintertijd               | 1973 | 19     | —              |
| Meisje, ik ben een zeeman            | 1980 | 14     | 6              |
| Halverwege Amsterdam en Bremershaven | 1981 | 34     | 8              |
| In ons stamcafé                      | 1984 | —      | 49             |